# Architecture en Azerbaïdjan

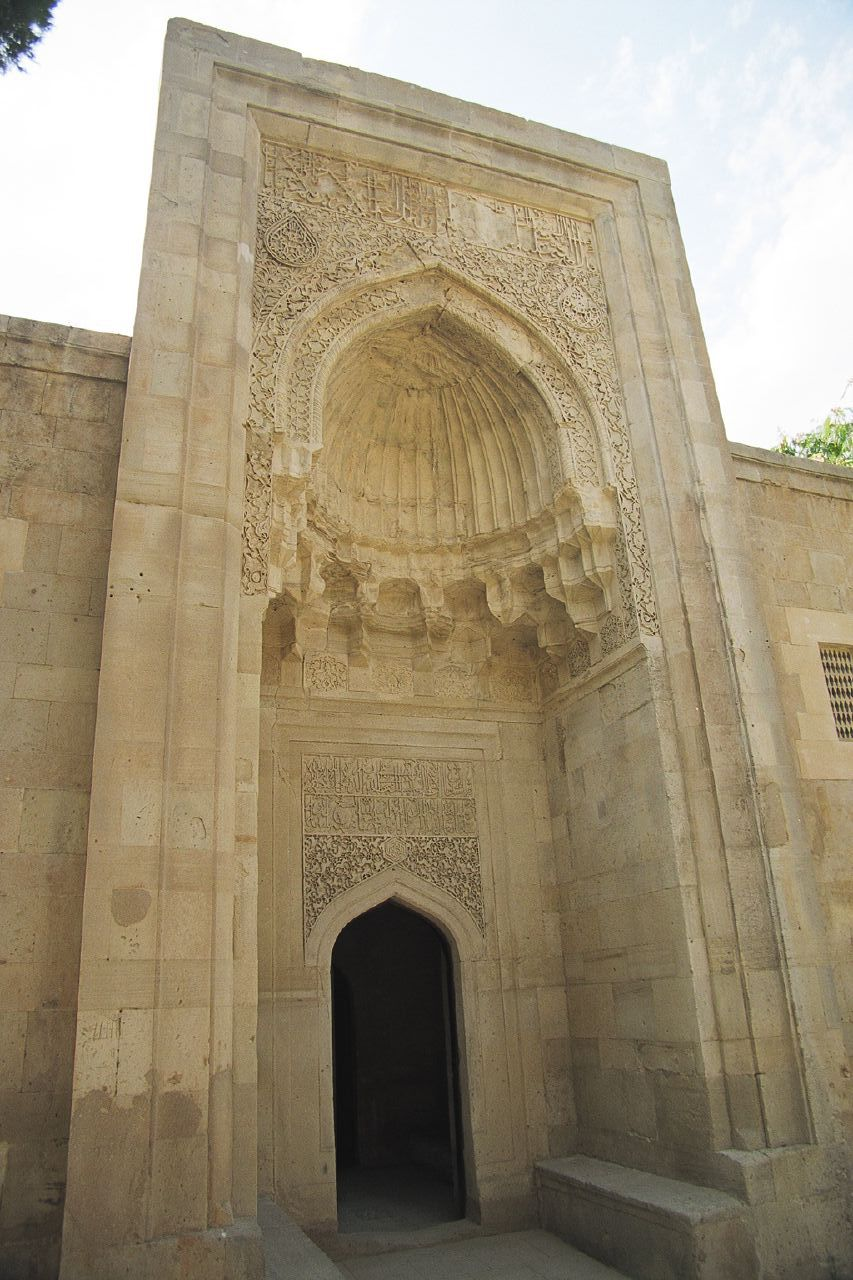
Palais des Chirvanchahs.

L'architecture en Azerbaïdjan est essentiellement azerbaïdjanaise.
Le territoire de l'Azerbaïdjan contient encore de nombreux monuments anciens chrétiens orthodoxes. Après l'invasion arabe (VIIe siècle), l'orientation du développement de l'architecture a changé en raison de la propagation de l'Islam en Azerbaïdjan. Nouveau type de bâtiments en architecture - mosquée, madrasa, tombeau, caravansérail, etc. la construction est devenue la ligne principale.  Durant cette période, outre les bâtiments liés à la religion islamique, des temples chrétiens et des fortifications défensives ont été construits dans certaines provinces de l'Albanie du Caucase.
Le XXe siècle a développé une architecture moderne d'inspiration européenne.
Le XXIe siècle développe également une architecture internationale futuriste contemporaine.

## Histoire
L'architecture azérbaïdjanaise s'est développée au fil des siècles de manière singulière. L'architecture azerbaïdjanaise bénéficie d'un héritage qui a évolué avec le mélange de la culture turcique de l'Azerbaïdjan, avec les éléments culturels islamiques. Elle utilise abondamment la géométrie symbolique, usant de formes pures telles que le cercle et le carré. Les plans sont souvent fondés sur des rendus symétriques, dont les cours rectangulaires et les halls sont caractérisés. Elle fait intervenir des formes géométriques, répétitives, ainsi que des surfaces richement ornées de céramiques, de stuc sculpté et de briques, formant des motifs décoratifs, calligraphiques, une iconographie florale, et parfois des formes animées.
L'architecture azerbaïdjanaise a été marquée par l'influence des diverses écoles, principalement constituée de plusieurs périodes de développement, en particulier entre le XIIe siècle et XVIIIe siècle. Au XVIIIe siècle avec la conquête russe, l'architecture perd peu à peu ses caractéristiques azéris, dans le sens où l'architecture adoptée est plus internationale, notamment éclectique, dans laquelle l'architecture azerbaïdjanaise a été fusionnée avec l'architecture occidentale (en particulier l'architecture néo-classique). Au cours de la fin du XIXe siècle et au début du XXe siècle, cette fusion des deux styles architecturaux est devenu plus prononcé, à laquelle l'Art nouveau a été ajouté. Au cours de la période soviétique, au début jusqu'en 1960, cette fusion de l'architecture azérie avec l'architecture néo-classique a été poursuivie en tant que politique nationale, également en conformité avec l'architecture stalinienne.

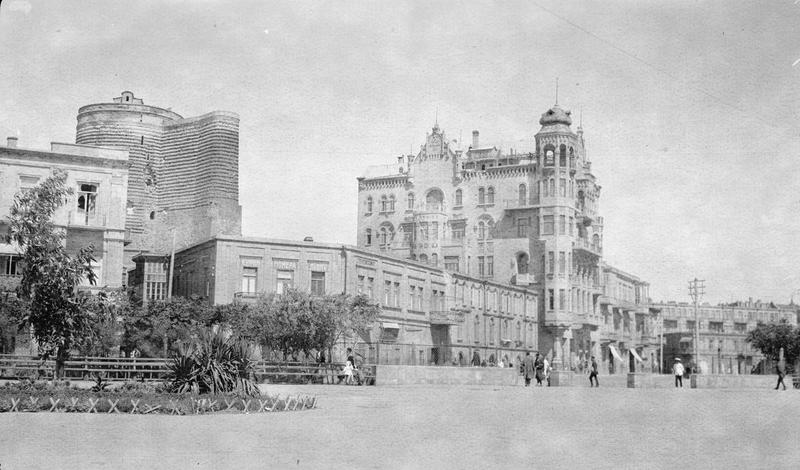
Le palais Hajinsky à Bakou, 1918-1920.

Cependant, à partir de 1960 jusqu'à l'indépendance de l'Azerbaïdjan en 1991, une architecture uniforme est devenue la norme dans toute l'Union soviétique, qui a souligné l'utilité plutôt que l'esthétique, et l'accent a été mis sur la quantité plutôt que la qualité. La volte-face de l'architecture nationale vers la construction en béton préfabriqué pour la construction de logements de masse a commencé pendant les années 1950. Avec l'indépendance de l'Azerbaïdjan, l'architecture postmoderniste est en expansion et la fusion de l'architecture azérie avec l'architecture néoclassique est reconstituée avec de nombreux projets.

## Galerie

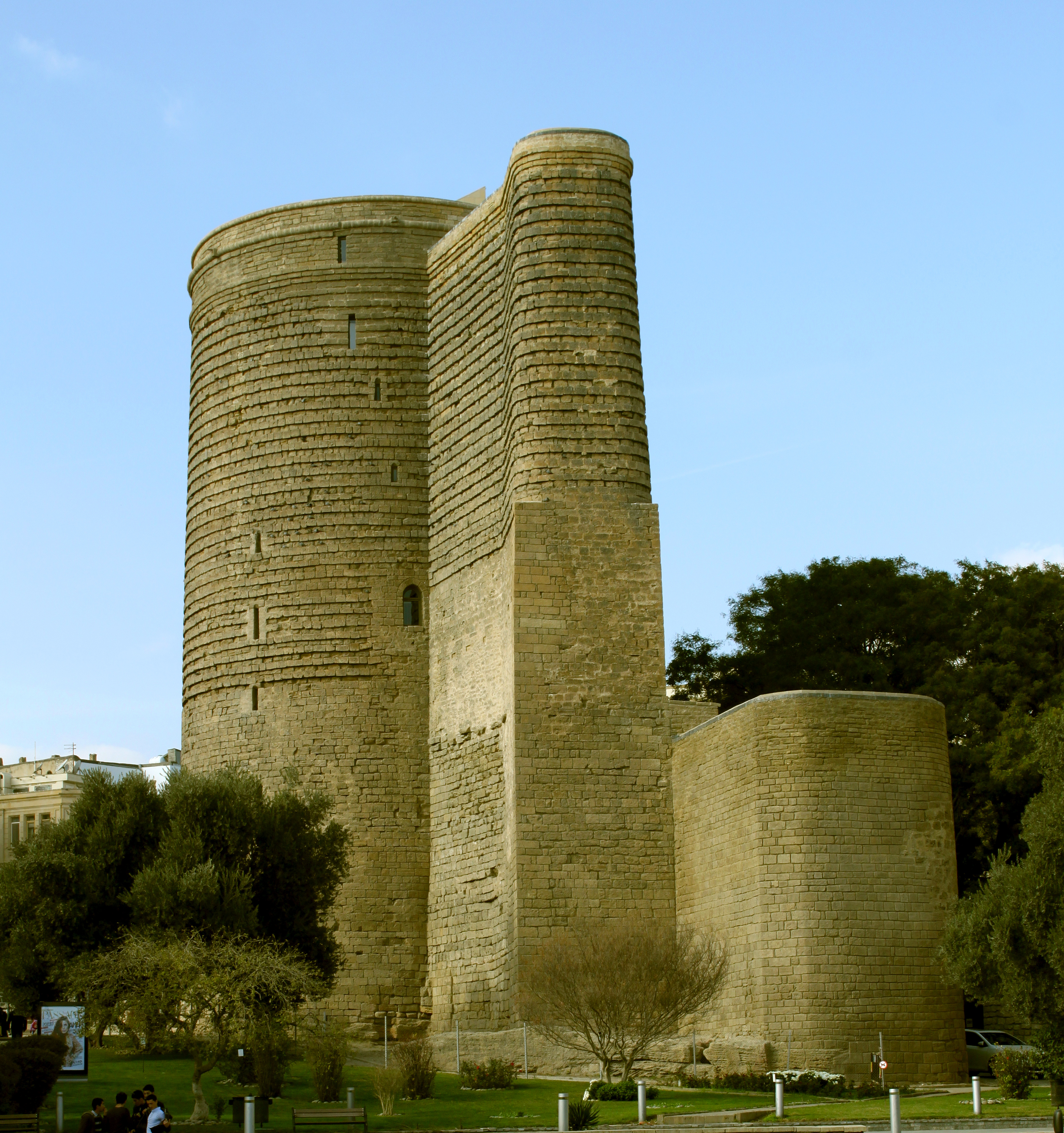
Tour de la Vierge (ou Maiden Tower), à Bakou.
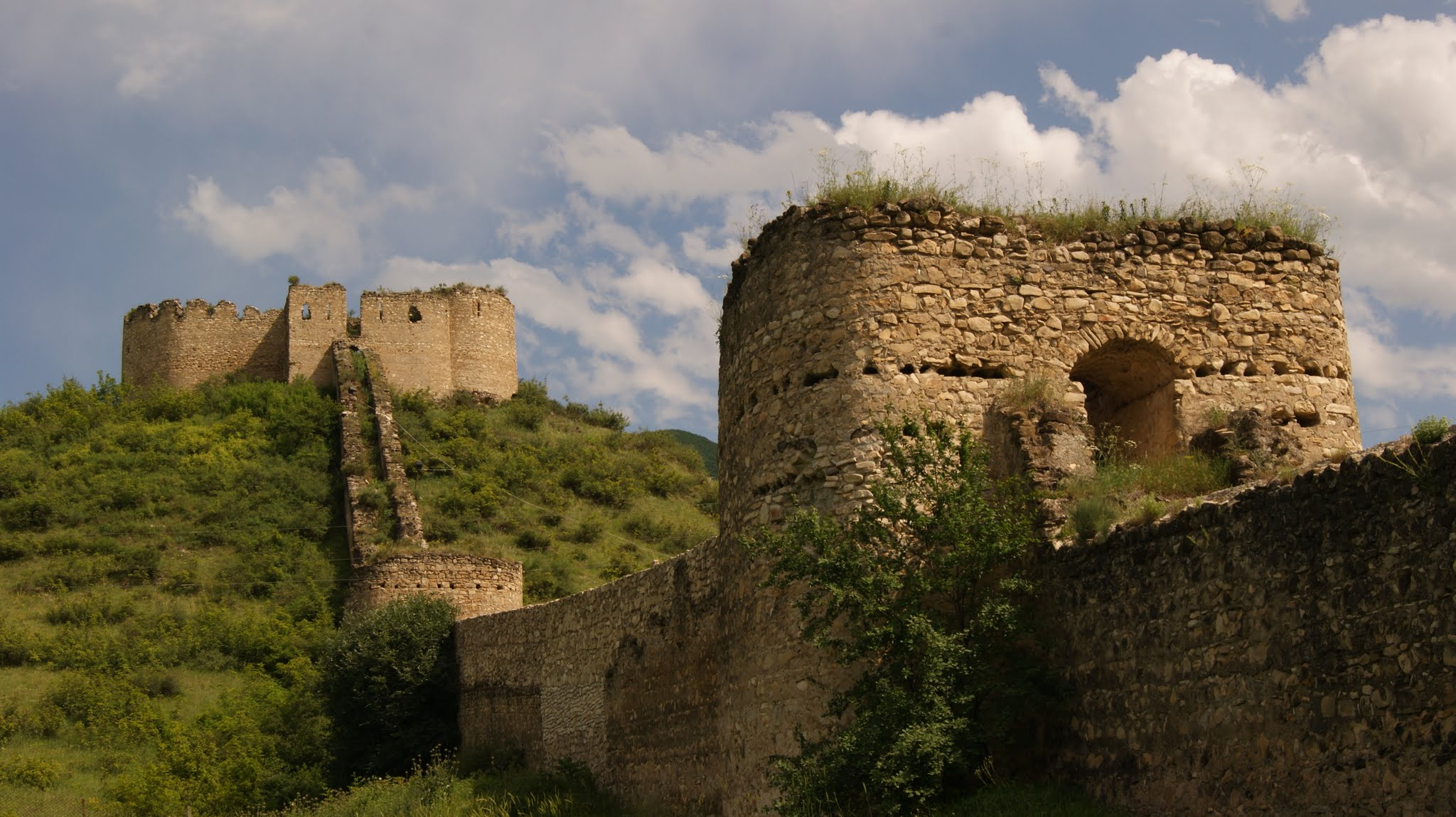
Forteresse d'Askeran.
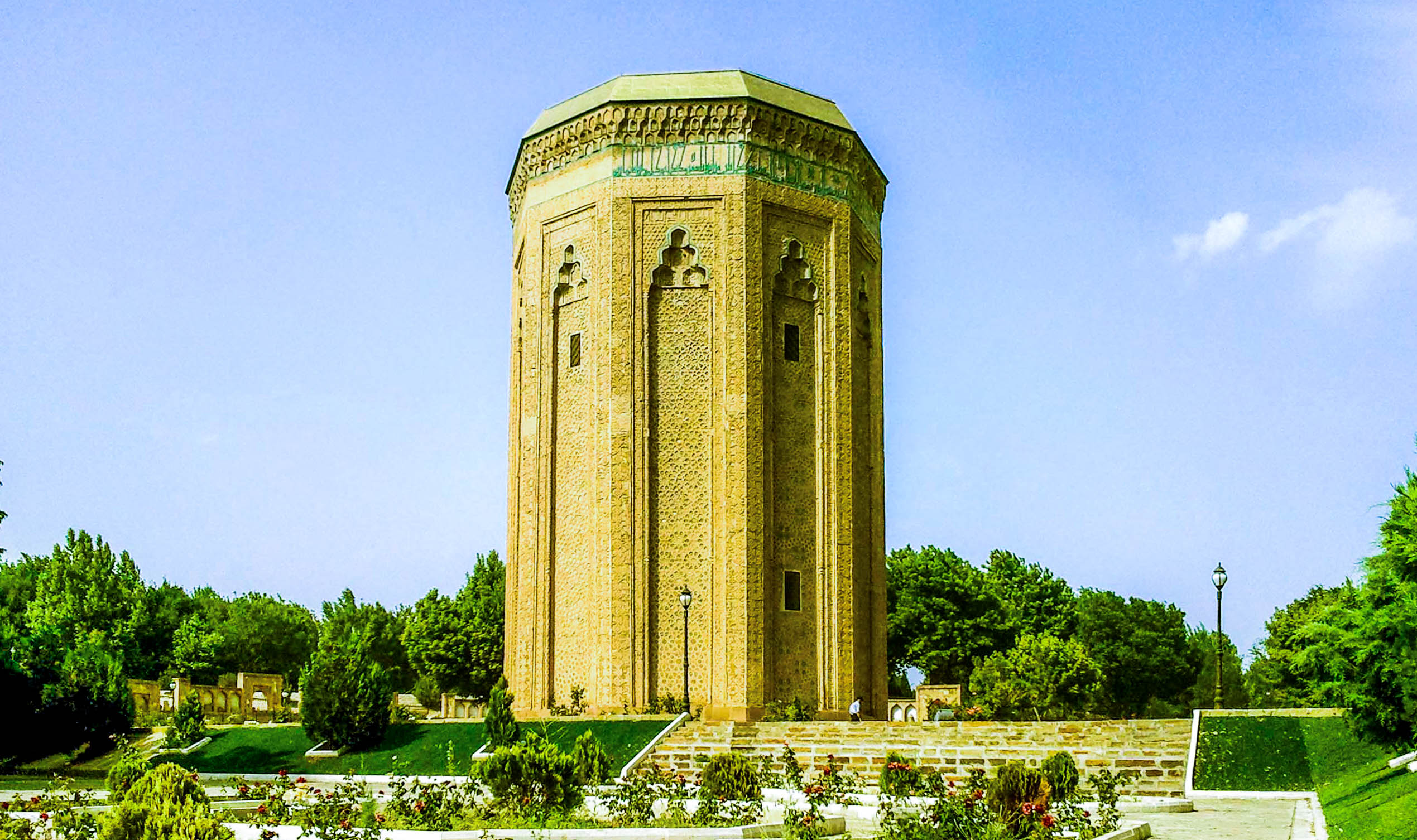
Mausolée de Momine Khatun (Nakhitchevan).
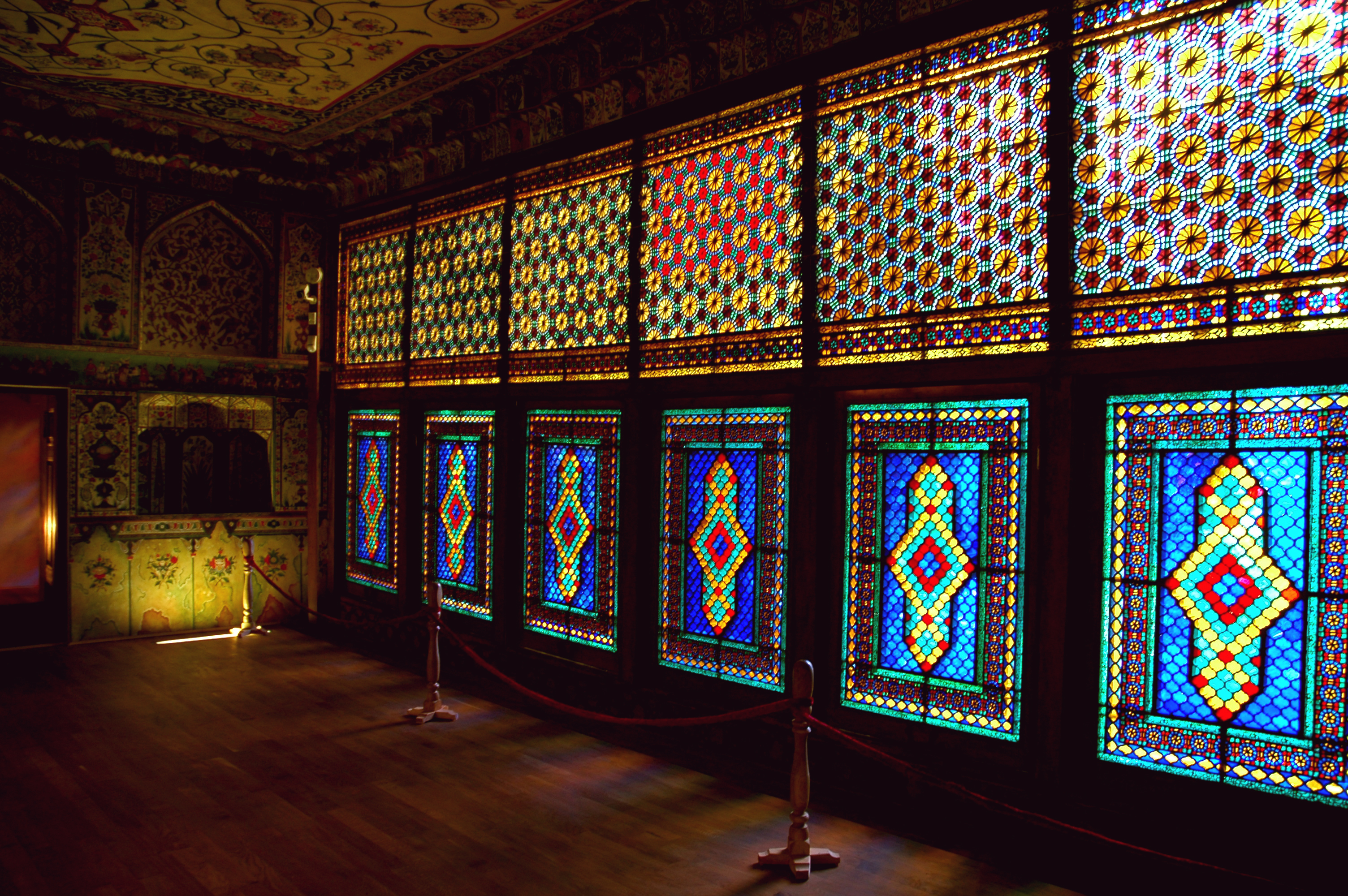
Palais des Khans de Chaki.
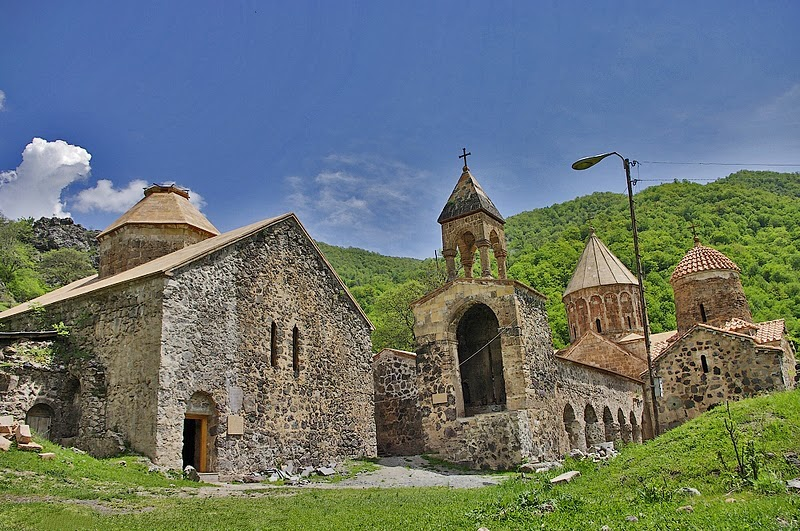
Monastère de Dadivank à Chahoumian.
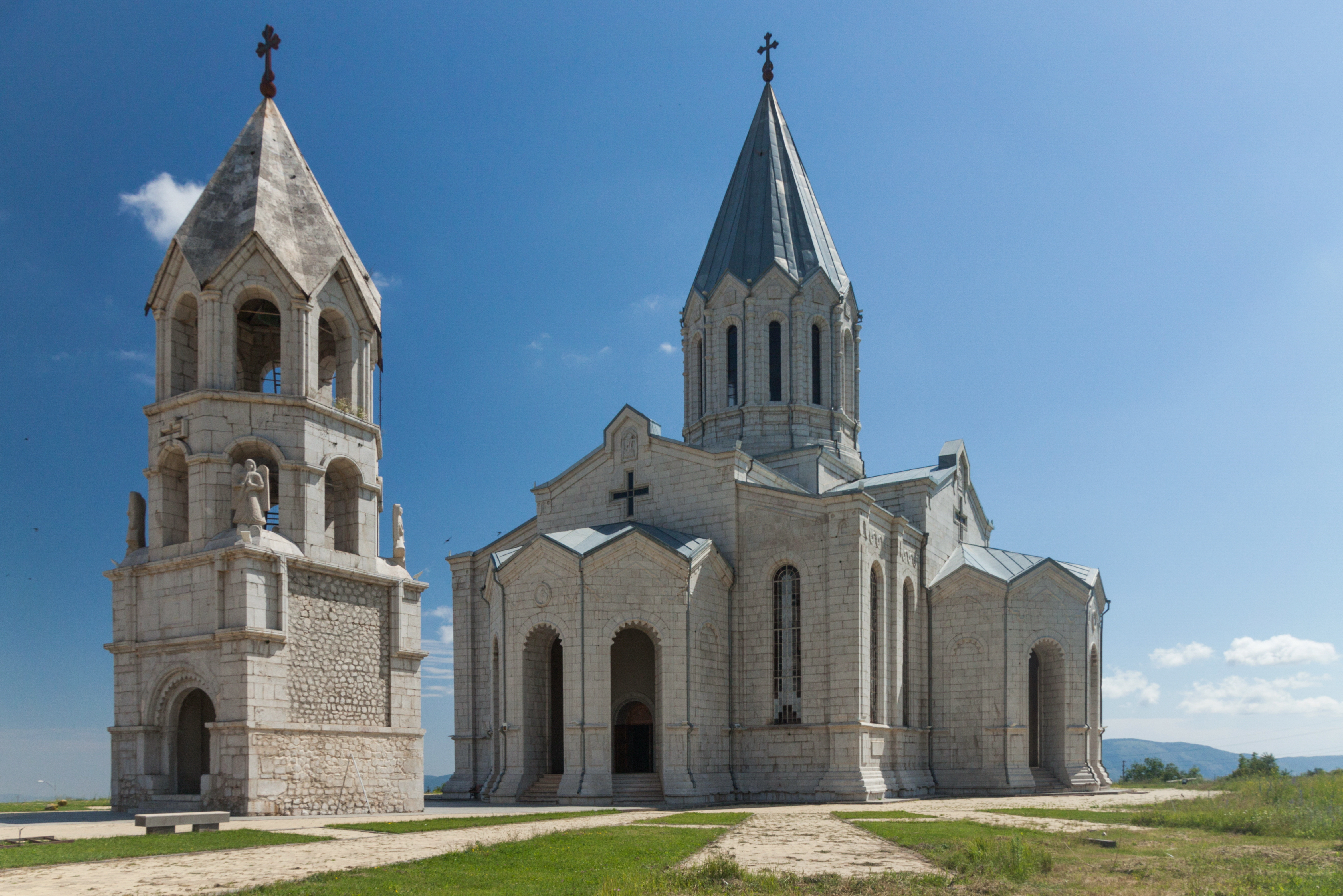
Cathédrale Ghazanchetsots de Chouchi, avant sa défiguration.
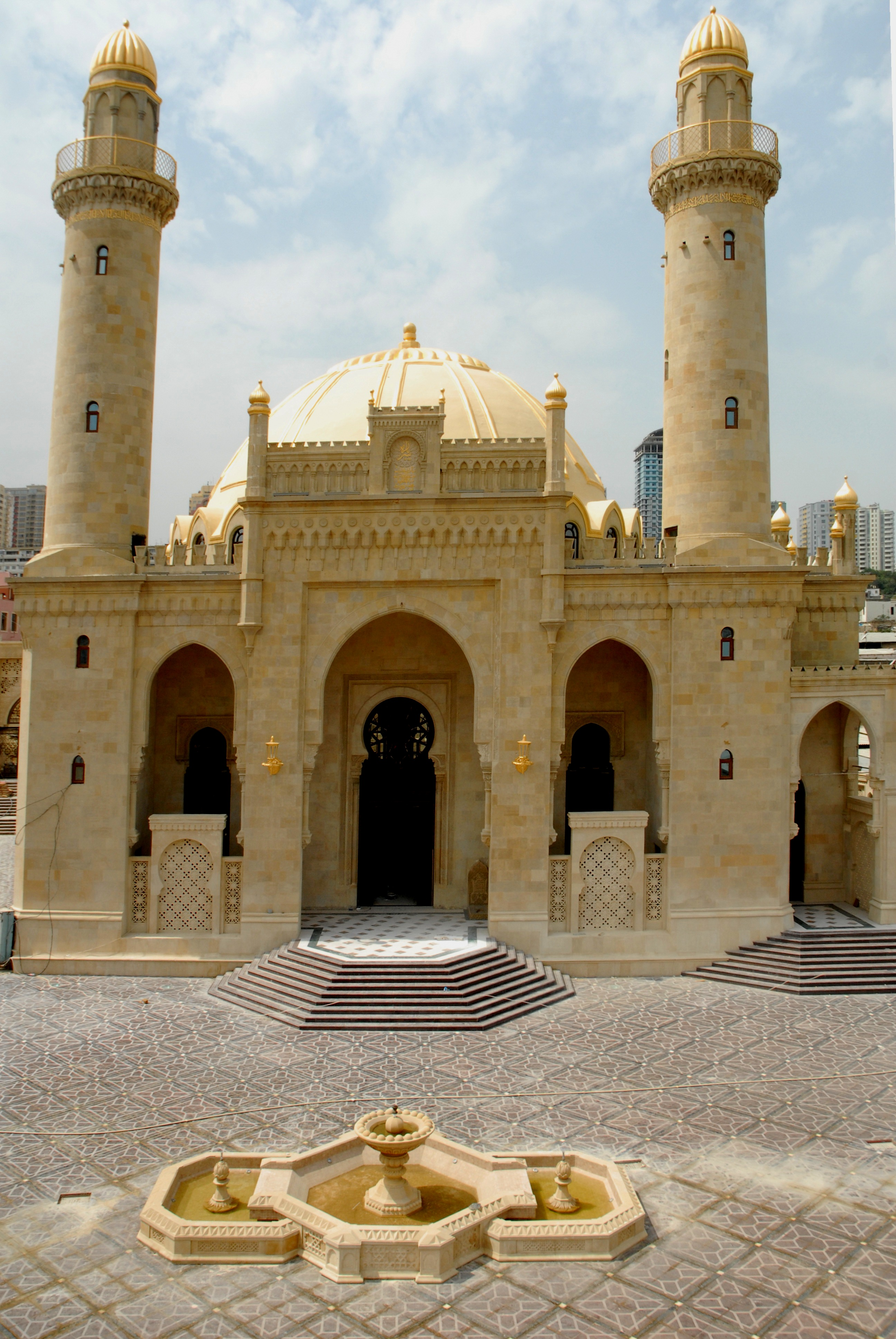
Mosquée Taza Pir (Bakou).
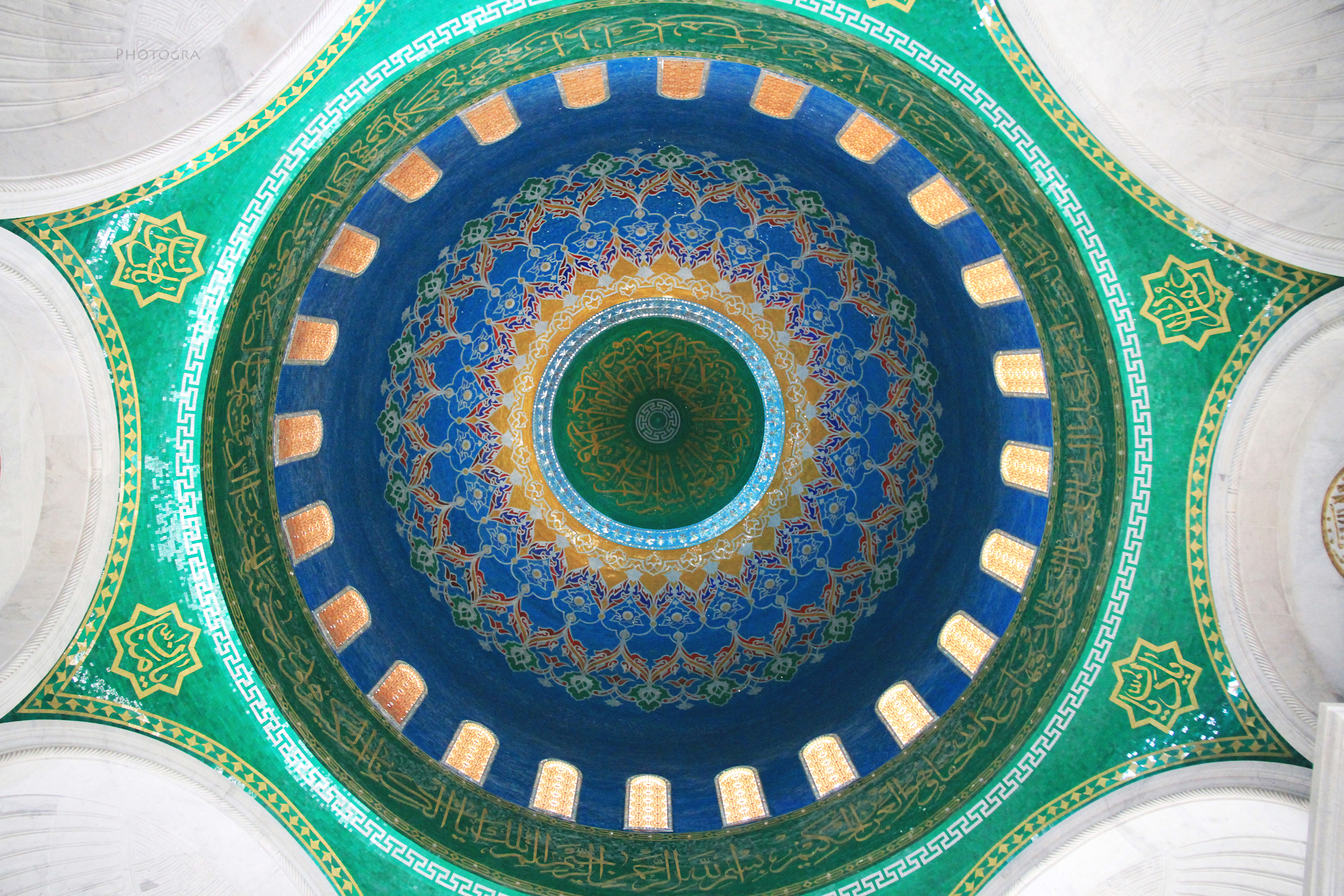
Dôme de la mosquée Bibi-Heybat.
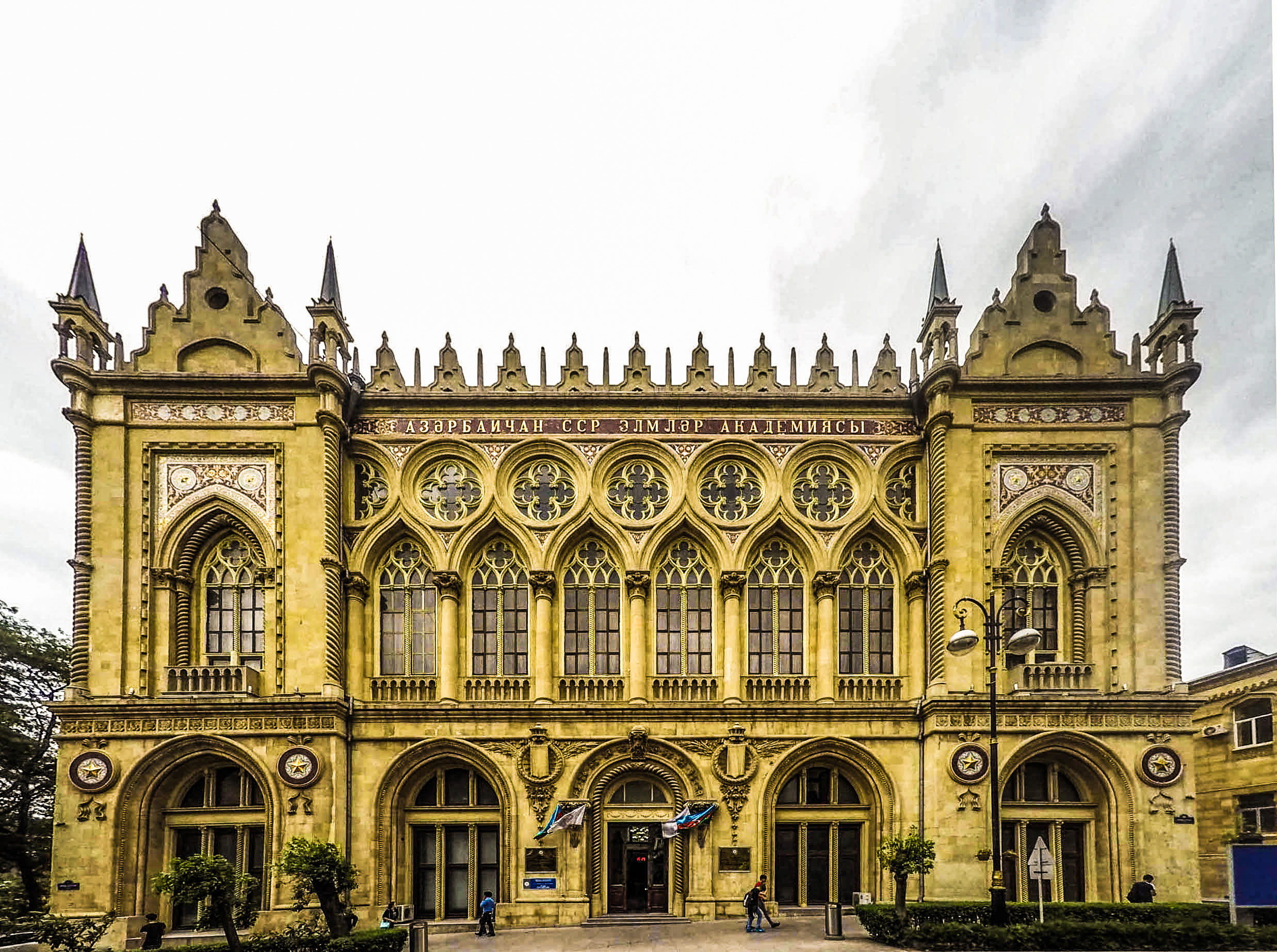
Palais Ismailiyya (Bakou).
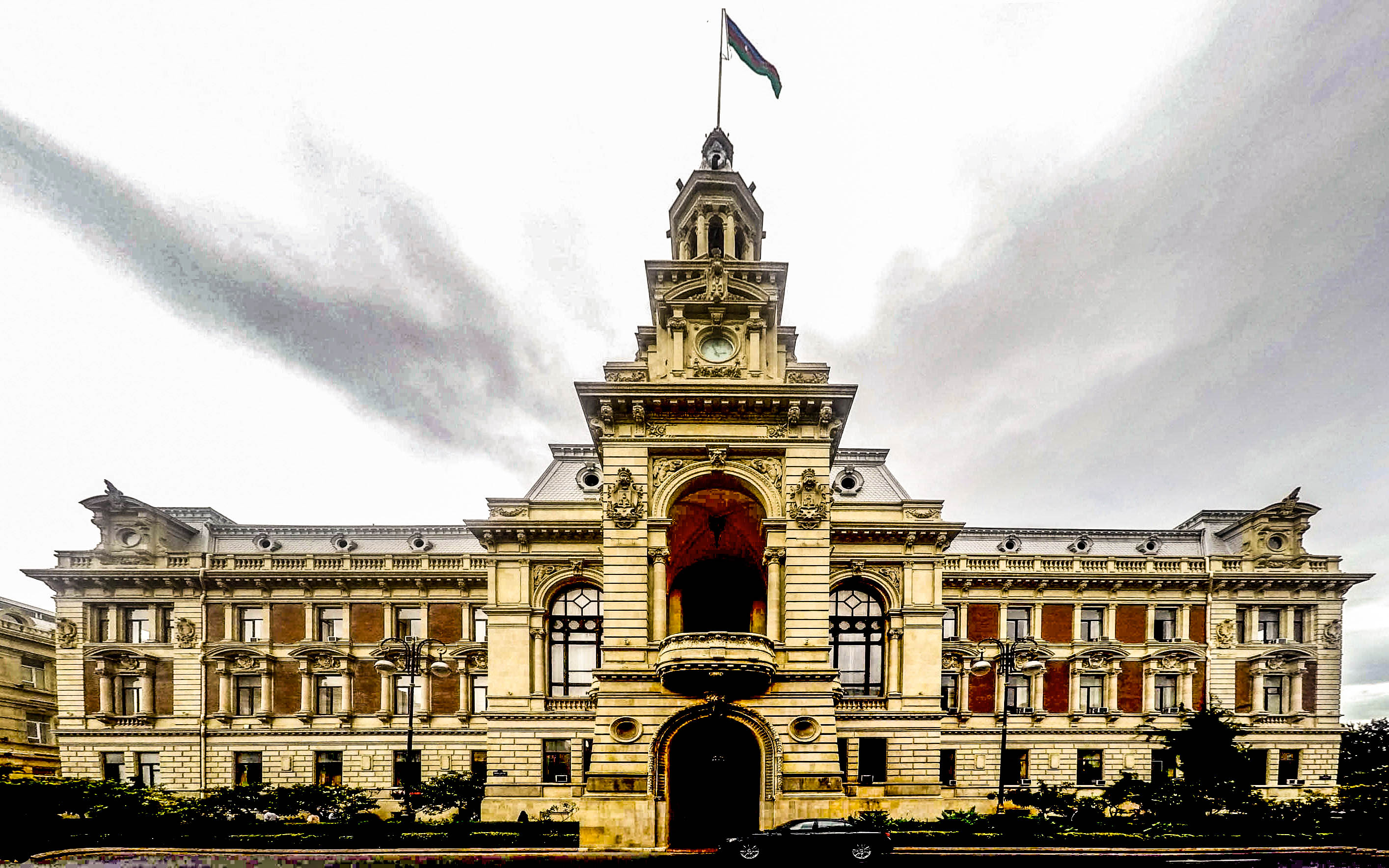
Bâtiment de la mairie de Bakou.
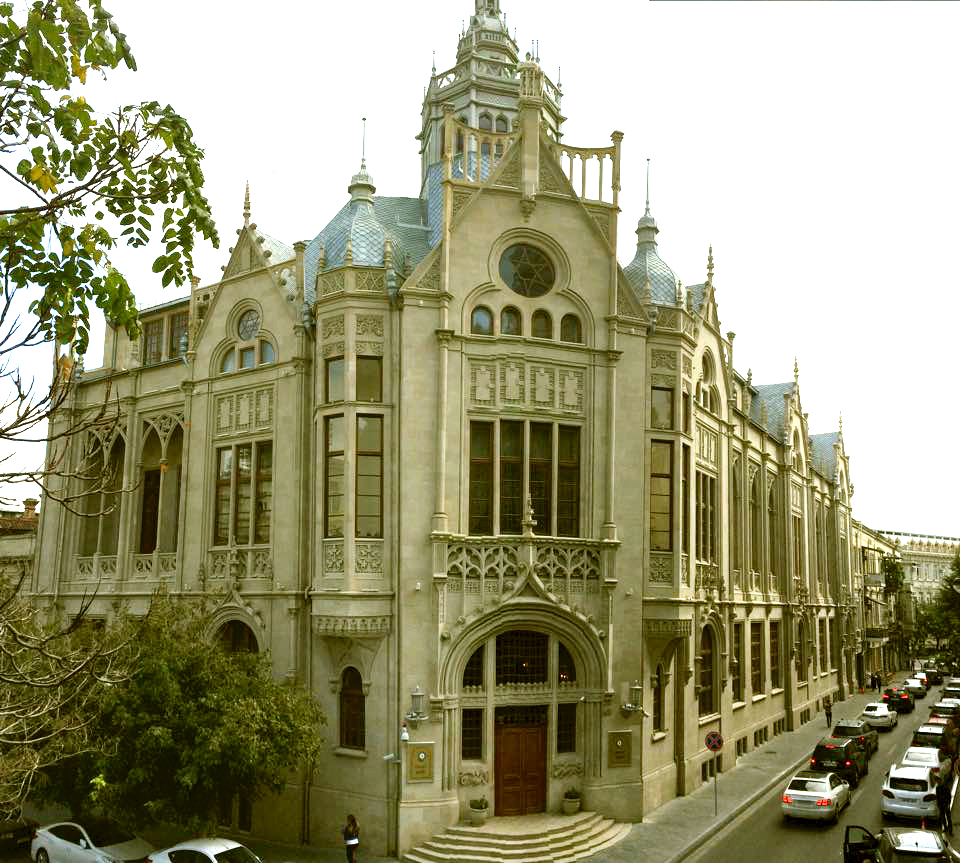
Palais du Bonheur (Bakou).
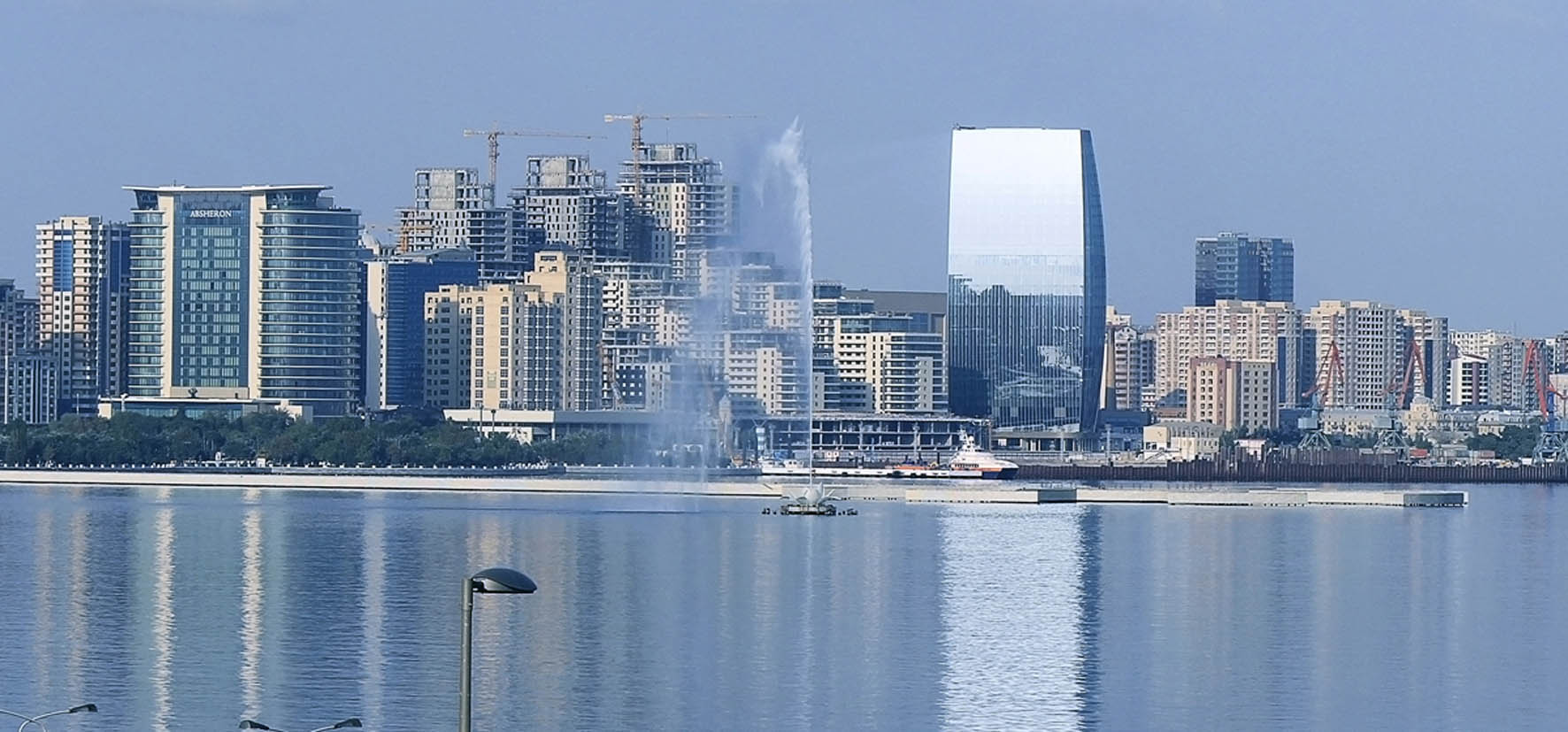
Port Baku Towers et Port Baku Residence.

## Le palais des Chirvanchahs
Les Chirvanchahs ont gouverné l'état de Chirvan dans le nord de l'Azerbaïdjan du VIe au XVIe siècle. Leur attention s'est déplacée vers Bakou au XIIe siècle, quand Chirvanchah Manutchehr III a ordonné que la ville soit entourée de murs. En 1191, après qu'un tremblement de terre dévastateur détruit la capitale de Chamakhi, la résidence des Chirvanchahs a été déplacée à Bakou, et la fondation du complexe de Chirvanchah a été posée. Ce complexe, construit sur le point culminant d'Itchari Chahar, reste l'un des monuments les plus frappants de l'architecture médiévale en Azerbaïdjan.
Les différentes sections du complexe Chirvanchah n'ont pas toutes été créées en même temps, et il n'y avait pas de plan général pour la construction du complexe entier. Au contraire, chaque bâtiment a été ajouté au besoin.
Dessins ornementaux trouvés sur les bâtiments du palais Chirvanchah :
- Ci-dessous : médaillon en forme de goutte de la tombe royale avec le nom de l'architecte, Mohammad Ali, et le mot pour l'architecte (memar) crypté pour être lu dans le reflet inverse d'un miroir.

Une grande partie de la construction a été faite au XVe siècle, pendant le règne de Khaliloullah Ier et de son fils Farrukh Yassar en 1435-1442.
Les bâtiments qui appartiennent au complexe comprennent ce qui peut avoir été des quartiers d'habitation, une mosquée, la Divankhana (Assemblée royale) octogonale, une tombe pour les membres de la famille royale, le mausolée de Seyid Yahya Bakuvi (astronome célèbre de l'époque) et un établissement de bains.
Tous ces bâtiments, à l'exception des locaux d'habitation et des bains, sont assez bien conservés. Le complexe de Chirvanchah lui-même est actuellement[Quand ?] en cours de reconstruction. Il dispose de 27 chambres au premier étage et 25 au second.
La fonction originale du complexe de Chirvanchah est encore à l'étude. Bien que communément décrit comme un palais, certains[Qui ?] experts remettent cela en question. Le complexe n'a tout simplement pas la grandeur royale et les grands espaces normalement associés à un palais ; par exemple, il n'y a pas de grandes entrées pour recevoir des invités ou d'énormes chambres royales. La plupart des chambres semblent plus adaptées aux petits bureaux ou aux quartiers d'habitation des moines.

### Divankhana
Ce bâtiment unique, situé à l'étage supérieur, prend la forme d'un pavillon octogonal. L'entrée du portail en filigrane est minutieusement travaillée dans le calcaire.
L'inscription centrale avec la date de construction de l'Assemblée et le nom de l'architecte ont peut-être été retirés après la conquête de Bakou par Chah Ismayil Khatai en 1501.
Cependant, il y a deux médaillons hexagonaux de chaque côté de l'entrée. Chacun se compose de six losanges avec des motifs très inhabituels sculptés dans la pierre. Chaque conception élaborée inclut les principes fondamentaux de la foi chiite : « Il n'y a pas d'autre Dieu que Dieu, Mohammad est son prophète, Ali est la tête des croyants ». Dans plusieurs losanges, le mot « Allah » (Dieu) est taillé à l'envers pour qu'on puisse le lire dans un miroir. Il semble que les sculptures en miroir étaient assez courantes dans le monde oriental à cette époque.
Les savants croient que le Divankhana était un mausolée destiné à, ou peut-être même utilisé pour, Khaliloullah Ier. Sa rotonde ressemble à ceux trouvés dans les mausolées de Bayandour et de Mama-Katoun en Turquie. En outre, la petite pièce qui précède la salle octogonale principale est une caractéristique commune dans les mausolées de Chirvan.

### Le tombeau des Chirvanchahs
Ce bâtiment est situé au niveau inférieur du terrain et est connu comme le Turba (voûte funéraire). Une inscription date de la voûte vers 1435-1436 et indique que Khaliloullah Ier l'a construit pour sa mère Bika Khanim et son fils Farrukh Yamin. Sa mère est morte en 1435 et son fils est mort en 1442, à l'âge de sept ans. Dix autres tombes ont été découvertes plus tard; ceux-ci peuvent avoir appartenu à d'autres membres de la famille du Shah, y compris deux autres fils qui sont morts pendant sa propre vie.

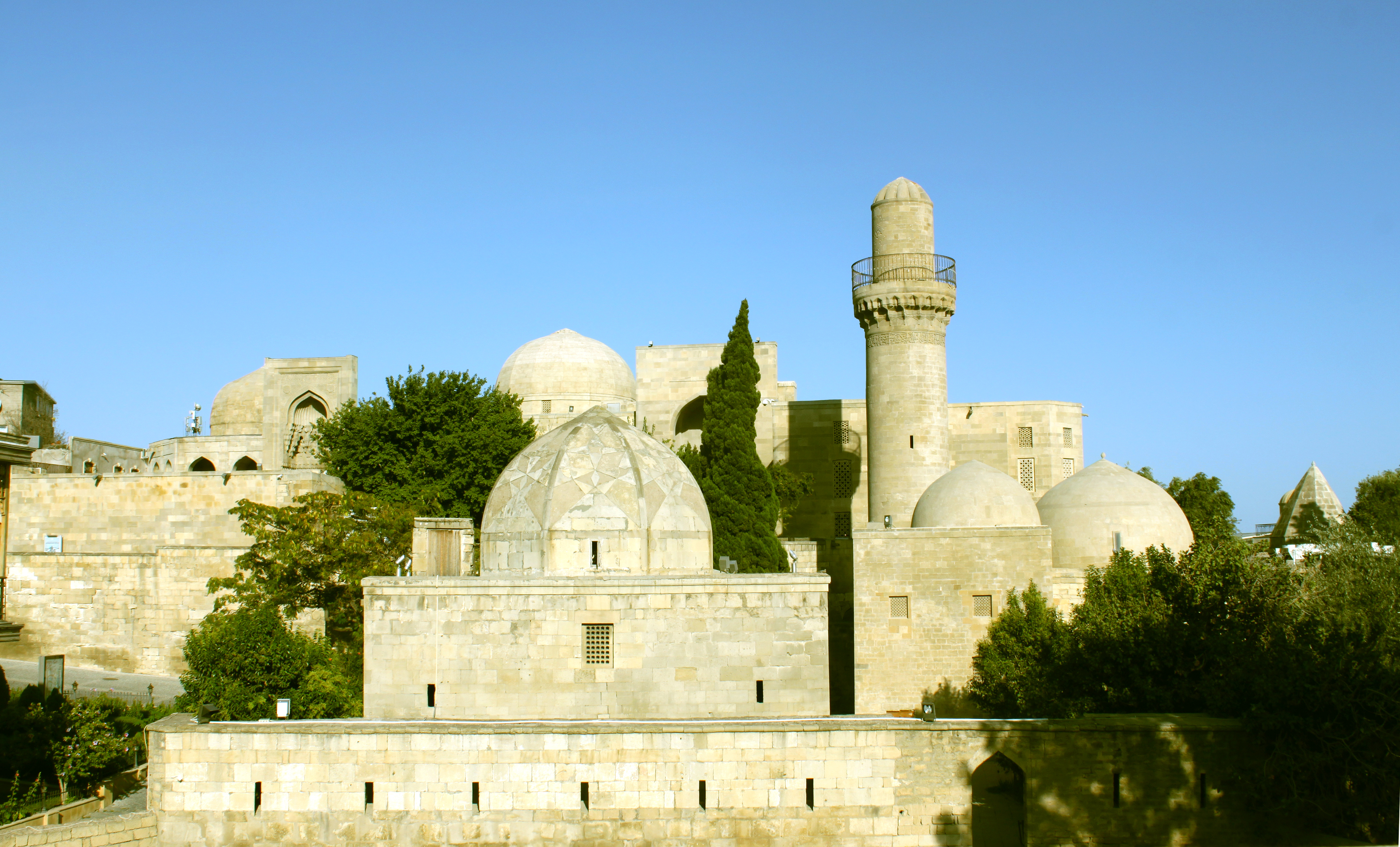
Le tombeau des Chirvanchahs

L'entrée de la tombe est décorée de sculptures en stalactites dans le calcaire. L'une des caractéristiques les plus intéressantes de ce portail est les deux médaillons en forme de goutte de chaque côté de l'inscription coranique. Au début, ils semblent être seulement décoratifs.
Le Turba est l'une des rares zones du complexe Chirvanchah où l'on connaît le nom de l'architecte qui a construit la structure. Dans le portail de la voûte funéraire, le nom « Memar (architecte) Ali » est gravé dans le dessin, mais à l'envers, comme s'il se reflétait dans un miroir. Certains érudits suggèrent que si le Chah avait découvert que son architecte avait inscrit son propre nom dans une position plus élevée que celle du Chah, il aurait été sévèrement puni. L'effet miroir a été introduit afin qu'il puisse laisser son nom à la postérité.

### Les vestiges de l'histoire
Une autre section importante du terrain est la mosquée. Selon des inscriptions compliquées sur son minaret, Khaliloullah Ier a ordonné sa construction en 1441. Ce minaret fait 22 mètres de haut (environ 66 pieds). La mosquée Key Goubad, située à quelques mètres du complexe, a été construite au XIIIe siècle. Elle a été détruite en 1918 dans un incendie ; il ne reste que les bases de ses murs et de ses colonnes. A proximité se trouve le Mausolée du XVe siècle, qui serait le lieu de sépulture de l'astronome de la cour Seyid Yahya Bakuvi (en).
La Porte de Mourad a été un ajout ultérieur au complexe. Une inscription sur la porte indique qu'elle a été construite par un citoyen de Bakou nommé Baba Rajab pendant le règne du sultan turc Mourad III, en 1586. Elle a apparemment servi de porte d'entrée à un bâtiment, mais on ne sait pas quel type de bâtiment il était ou même si ça a déjà existé.
Au XIXe siècle, le complexe a été utilisé comme dépôt d'armes. Des murs ont été ajoutés autour de son périmètre, avec des fentes étroites taillées dans la roche afin que des armes puissent être tirées d'eux. Ces détails anachroniques n'ont pas beaucoup de liens avec les Chirvanchahs, mais ils font allusion à la façon dont les bâtiments ont réussi à survivre aux vicissitudes politiques provoquées par l'histoire.
Dans la cour, on peut voir quelques-unes des pierres sculptées des frises qui ont été amenées de la forteresse Sabayil en ruine qui est submergée sous l'eau au large des côtes de Bakou. Plusieurs inscriptions sur pierre enregistrent la généalogie des Chirvanchahs.
Le complexe a été désigné comme site historique en 1920 et la reconstruction s'est poursuivie depuis ce temps. Selon Sevda Dadachova, directrice, la restauration progresse actuellement, mais beaucoup plus lentement que souhaité en raison d'un manque de financement.

## Gratte-ciels
À la fin des années 1990, les immeubles de grande hauteur sont apparus abondamment à Bakou, la capitale de l'Azerbaïdjan. Les bâtiments les plus éminents sont « Flame Towers », « Port Baku Towers », « Trump International Hôtel & Tower Baku », « Azure ». La « tour SOCAR » et le « projet de développement du croissant » sont en construction et devraient être les plus hauts après leur achèvement.

## Architecture duXXesièclede l'Azerbaïdjan
L'étape initiale du développement architectural en Azerbaïdjan pendant l'ère soviétique est liée à la mise en place du règlement de travail autour de Bakou comme Binagadi, Rasoulzade, Bakikhanov, Montin, Mammadyarov.
L'aménagement général du Grand Bakou, l'un des premiers grands projets de l'ex-URSS, comprenait également la construction de nouvelles régions. En plus des mesures pour résoudre le problème du logement, la communication de transport a également été améliorée dans l'Abcheron.
Le premier programme d'études supérieures de la Faculté de construction de l'Institut polytechnique d'Azerbaïdjan a eu lieu en 1929. Les jeunes architectes S. Dadachov et M. Useynov ont créé l'usine de Bayil (actuelle maternité), le nouveau bâtiment de l'Institut industriel d'Azerbaïdjan (actuel Académie d'État d'Azerbaïdjan du pétrole et de l'industrie) (1932), Chambre des Beaux-Arts ouvriers, un certain nombre de bâtiments résidentiels de l'École technique pédagogique à Gazakh (tous en 1933) et achevé leur construction.
À partir des années 30 du XXe siècle, une nouvelle étape de l'architecture azerbaïdjanaise a commencé. La construction de la Maison gouvernementale de Bakou a commencé en 1934, mais le début de la Seconde Guerre mondiale a cessé l'opération de construction. Après la Seconde Guerre mondiale en 1945, la construction du bâtiment inachevé a commencé. Enfin, la construction de ce bâtiment a été achevée en 1952.
Le théâtre Nizami et l'ancien bâtiment du ministère de l'Industrie alimentaire de la république d'Azerbaïdjan (tous deux de 1937 à 1939), qui ont été construits sur les bases des projets de S. Dadachov et de M. Useinov, se distinguent des autres bâtiments par leurs structures volume-espace et solutions architecturales.
À la fin des années 1930, de nombreux bâtiments scolaires ont été construits dans le pays, ainsi que les dispositions générales des villes de Yevlakh, Khankendi et Cheki ont été commencées.
La Bibliothèque nationale Azerbaïdjan portant le nom de M.F. Axundov a été construite en 1961 dans la synthèse du style moderne et classique. Le projet de cette bibliothèque a été fourni par Mikhail Huseynov, connu comme le plus grand bâtiment de bibliothèque dans le Caucase.
Les mausolées Yousif ibn Kuseyr et Momina Khatun créés par Adjami Nakhchivani, qui a été célébré 850 ans en 1976, ont été sauvés de la destruction et reconstruits.
Le palais présidentiel a été construit sur la base d'un projet construit sous la conception Fuad Orujov (chef de projet), Tahir Allahverdiyev (architecte) et Madat Khalafov (concepteur) pendant les années 1977-1986. Le palais présidentiel est un bâtiment de douze étages avec des matériaux de couverture de marbre et de granit. 
Différentes décisions et événements, liés aux problèmes de protection des villes historiquement azerbaïdjanaises et de tous les systèmes de construction de villes, ont été réalisés. Chaki (1968), Itcharichahar à Bakou, Choucha et Ordoubad (tous en 1977), colonie de Lahidj (1980), village de Nardaran (1992), ville de Chabran, région de Davatchi (2002), village d'Ilisu, région de Qakh (2002), banque Arpatchay La région d'Ordubad (2002), la tour Tchiraggala, la région de Davatchi (2002), le village de Kich, la région de Chaki (2003), Pir Huseyn khanagah (région), région Hadjigaboul (2004) ont été annoncées comme réserves historiques de l'architecture de l'Azerbaïdjan,.

## Architecture duXXIesièclede l'Azerbaïdjan

### Flame Towers (Tours de flamme)
L'Azerbaïdjan a longtemps été appelé La Terre du Feu. Pour cette raison, de nombreuses figures de flammes sont utilisées dans ce pays. L'architecture des tours de flammes est le représentant le plus important des figures de flammes en Azerbaïdjan. La structure en forme de flamme est équipée d'écrans LED. C'est le plus haut bâtiment du pays avec une hauteur de 182 m. La superficie totale du bâtiment est de 235 000 mètres carrés. Les tours de flamme se composent de trois bâtiments, y compris l'hôtel, les appartements et les bureaux. La construction du bâtiment a débuté en 2007 pour s'achever en 2012. En 2013, il a reçu la distinction « meilleur hôtel et centre touristique » du MIPIM,,.

### Centre culturel Heydar Aliyev
Haydar Aliyev Center est l'un des exemples les plus importants et les plus visibles de la nouvelle architecture en Azerbaïdjan. Le Centre culturel Haydar Aliyev comprend l'histoire de la montée de la mer Caspienne dans la mythologie azerbaïdjanaise. L'architecte irako-britannique Zaha Hadid a été nommée architecte conceptrice du Centre Haydar Aliyev en 2007. Le centre est considéré comme l'un des symboles du Bakou moderne. La superficie du complexe est de 15,93 hectares. La ligne droite n'a pas été utilisée dans le projet. Les lignes du bâtiment symbolisent la fusion du passé avec le futur. Le centre vise à rompre avec l'architecture soviétique monumentale qui est assez commune à Bakou et à exprimer la sensibilité de la culture azérie et l'optimisme d'une nation tournée vers l'avenir.

### Baku Crystal Hall (salle de cristal de Bakou)
Le Baku Crystal Hall est un complexe de divertissement sportif qui a été construit pour accueillir l'Eurovision 2012 à Bakou. Le 2 août 2011, il a été annoncé qu'un accord principal avait été signé avec la société de construction allemande Alpine Bau Deutschland AG, et que la préparation nécessaire avait commencé. La construction de l'aréna a été achevée le 16 avril 2012. La capacité de cette salle est de 25 000 spectateurs et des salles VIP dans l'arène. Le magnifique système d'éclairage utilisé dans le Baku Crystal Hall comprend plus de 2 500 projecteurs et plus de 3 000 mètres de câbles qui ont été importés d'Allemagne. Des diodes électroluminescentes d'une superficie de plus de 1 300 m sont placées sous la forme de fenêtres électroniques sur les lieux de la salle de cristal de Bakou,.

### Stade olympique de Bakou

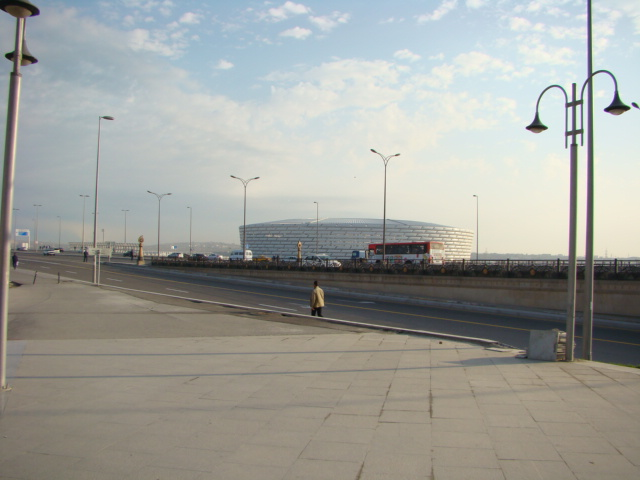
Stade olympique de Bakou.

La construction du stade a débuté le 6 juin 2011 avec la participation du président Ilham Aliyev, des anciens présidents de la FIFA et de l'UEFA, respectivement Sepp Blatter et Michel Platini. La cérémonie d'ouverture du stade olympique de Bakou a eu lieu le 6 mars 2015 et le stade est considéré comme organisant de grands événements sportifs en Azerbaïdjan. Ce stade multifonctionnel est le plus grand stade d'Azerbaïdjan avec une capacité totale de 68 700 places pour les spectateurs. Le stade olympique de Bakou est choisi pour être le 7e meilleur stade du monde par Stadium DB. La construction du stade a été confiée à TEKFEN qui est la société turque avec des contrats « Design & Build ». Plusieurs hôtels, places de parking (total 3 617 places) et espaces verts (81 574 mètres carrés) ont été créés dans les environs du stade. Le stade olympique de Bakou se compose de VVIP, de VIP - CIP Suites avec une capacité de 720 spectateurs, une capacité d'échauffement de 1 800 places, un bâtiment MEP, un centre d'information et deux bâtiments extérieurs,.

### Aréna nationale de gymnastique
L’Aréna nationale de gymnastique, conçue pour 9 000 personnes, est située près de la station de métro Koroghlu sur l'autoroute Heydar Aliyev. Le nombre de sièges peut être modifié de 5 000 à 9 000 places selon la capacité et la nature de la compétition. L'aréna compte deux étapes, une catégorie VIP pour les commanditaires à chaque étage, des salles de repos et une salle à manger,,,.

### Sources
- (en) Cet article est partiellement ou en totalité issu de l’article de Wikipédia en anglais intitulé « Architecture of Azerbaijan » (voir la liste des auteurs).